# Безусловна драж
Безусловна драж је драж која спонтано, „природно” и неизоставно изазива адекватну безусловну реакцију, без учења. Безусловна драж на пример за рефлексно скупљање отвора зенице је јако светло, а храна за лучење пљувачке у устима.